# Forculus gibbosus
Forculus gibbosus är en insektsart som beskrevs av William Lucas Distant 1916. Forculus gibbosus ingår i släktet Forculus och familjen sköldstritar. Inga underarter finns listade i Catalogue of Life.